# انفجار تانکر سوخت ۲۰۱۷ پنجاب
انفجار تانکر سوخت ۲۰۱۷ پنجاب پاکستان در روز یکشنبه ۲۵ ژوئن ۲۰۱۷ به وقوع پیوست و باعث کشته شدن بیش از ۲۱۹ نفر شد. این حادثه همزمان با ایام عید فطر روی داد و خانواده های بسیاری را در اندوه و ماتم فرو برد.

## تلفات و خسارت
انفجار یک تانکر سوخت در بزرگراهی خارج از منطقه بهاولپور نزدیکی شهر احمدپور در ایالت پنجاب پاکستان رخ داد که بر اثر این واقعه حداقل ۲۰۶ نفر کشته  و بیش از ۱۴۰ نفر زخمی شدند. نزدیک به ۴۰ موتور و ۸ خودرو که به محل آمده بودند در این آتش سوختند. سوختگی اکثر قربانیان این حادثه آنقدر شدید بود که تنها از طریق آزمایش دی ان ای هویت آنها مشخص شد.

## شرح حادثه
تانکر سوخت در حال حمل و انتقال ۲۵ هزار لیتر سوخت از کراچی به لاهور بود که در سر یک پیچ تند با ترکیدن لاستیک خودرو واژگون شد. راننده تانکر که زنده مانده است به منابع پلیس گفت که ترکیدن یکی از لاستیک‌ها باعث واژگونی تانکر شده است.
به گفته مردمی که از این حادثه جان سالم به در بردند، تعداد کشته‌ها زمانی بالا گرفت که پس از واژگون شدن تانکر در بزرگراه از مسجدی در یکی از روستاهای اطراف خبر را اعلام کرده و مردم برای برداشتن سوخت نشت کرده از آن تانکر به حول آن گرد آمده بودند که ناگهان تانکر بر اثر روشن کردن سیگار توسط یکی از اهالی آتش گرفته و منفجر شد.
ساکنان روستای همجوار محل حادثه واژگونی تانکر به نام رمضان پورگ اولین کسانی بودند که برای جمع‌آوری مواد سوخت به محل حادثه رسیدند و بنا به گفته شاهدان عینی بعد از آتش‌سوزی تانکر، صدها وسیله مانند دیگ، کاسه، سطل و پیت نفتی از آنها بجا مانده است.

## واکنش‌ها

### داخلی
نواز شریف، نخست وزیر پاکستان سفر خود به لندن را نیمه تمام گذاشت و به پاکستان برگشت. وی از تعداد بالای قربانیان این حادثه اظهار تاسف کرد.

### خارجی
- ترکیه وزارت امور خارجه ترکیه با صدور اطلاعیه‌ای، حادثه آتش‌سوزی تانکر حامل سوخت را به ملت و دولت پاکستان تسلیت گفت.[۷]
- بریتانیا کمیسیون عالی بریتانیا واقع در پاکستان تأثر و ناراحتی خود را از این حادثه ابراز داشتند و در یک توئیت برای «خانواده‌ها و مصیبت‌زدگان این حادثه» افکار خود را بیان داشتند.[۸]
- ایالات متحده آمریکا سفارت ایالات متحده واقع در اسلام‌آباد یک توئیت در رابطه با این حادثه فرستاد و در آن بیان داشت: ما از شنیدن خبر حادثه وحشتناک تانکر سوخت در بهاولپور غمگین شدیم و همدردی خود را با خانواده‌ها و بازماندگان قربانیان ابراز می‌داریم.[۹]